# Туника (Мисисипи)
Туника (енгл. Tunica) град је у америчкој савезној држави Мисисипи.

## Демографија
По попису из 2010. године број становника је 1.030, што је 102 (-9,0%) становника мање него 2000. године.
| Група             | 2000.       | 2010.       |
| Белци             | 757 (66,9%) | 694 (67,4%) |
| Афроамериканци    | 333 (29,4%) | 300 (29,1%) |
| Азијати           | 12 (1,1%)   | 8 (0,8%)    |
| Хиспаноамериканци | 26 (2,3%)   | 15 (1,5%)   |
| Укупно            | 1.132       | 1.030       |